# 马泰·托梅克
马泰·托梅克（1997年5月24日—），斯洛伐克男子冰球运动员，场上位置是守门员。他曾代表斯洛伐克国家队参加2022年冬季奥林匹克运动会冰球比赛，获得一枚铜牌。